# Summer Ghost
Summer Ghost (jap. サマーゴースト Samā gōsuto) – japoński animowany film krótkometrażowy z 2021, stworzony przez Flat Studio i wydany przez Avex Pictures. Reżyserem był Loundraw, a autorem scenariusza Hirotaka Adachi.
Produkcja otrzymała nagrodę Satoshi Kon Special Jury Mention na Fantasia International Film Festival w 2022.

## Obsada
| Postać          | Seiyū              |
| --------------- | ------------------ |
| Tomoya Sugisaki | Chiaki Kobayashi   |
| Aoi Harukawa    | Miyuri Shimabukuro |
| Ryō Kobayashi   | Nobunaga Shimazaki |
| Ayane Satō      | Rina Kawaei        |

## Adaptacje
Na podstawie filmu powstała manga autorstwa Yoshi Inomi, która była publikowana w magazynie internetowym „Tonari no Young Jump” wydawnictwa Shūeisha od 8 października 2021 do 3 czerwca 2022. Jej rozdziały zostały zebrane w dwa tomach tankōbon, które ukazały się 19 listopada 2021 oraz 17 czerwca 2022.
Scenarzysta filmu, Hirotaka Adachi, napisał także dwie powieści. Pierwsza z nich, będąca adaptacją filmu, rozszerza fabułę oryginalnej produkcji i została wydana 29 października 2021. Druga to spin-off, zatytułowany Ichinose Yūna ga uiteiru, który ukazał się 26 listopada tego samego roku.
W lutym 2023 prawa do wydania mangi i powieści w języku angielskim nabyło amerykańskie wydawnictwo Seven Seas Entertainment.